# Olenecamptus
Olenecamptus es un género de escarabajos longicornios de la subfamilia Lamiinae.

## Distribución
Se distribuye por Asia, África y Oceanía.

## Ejemplares del género

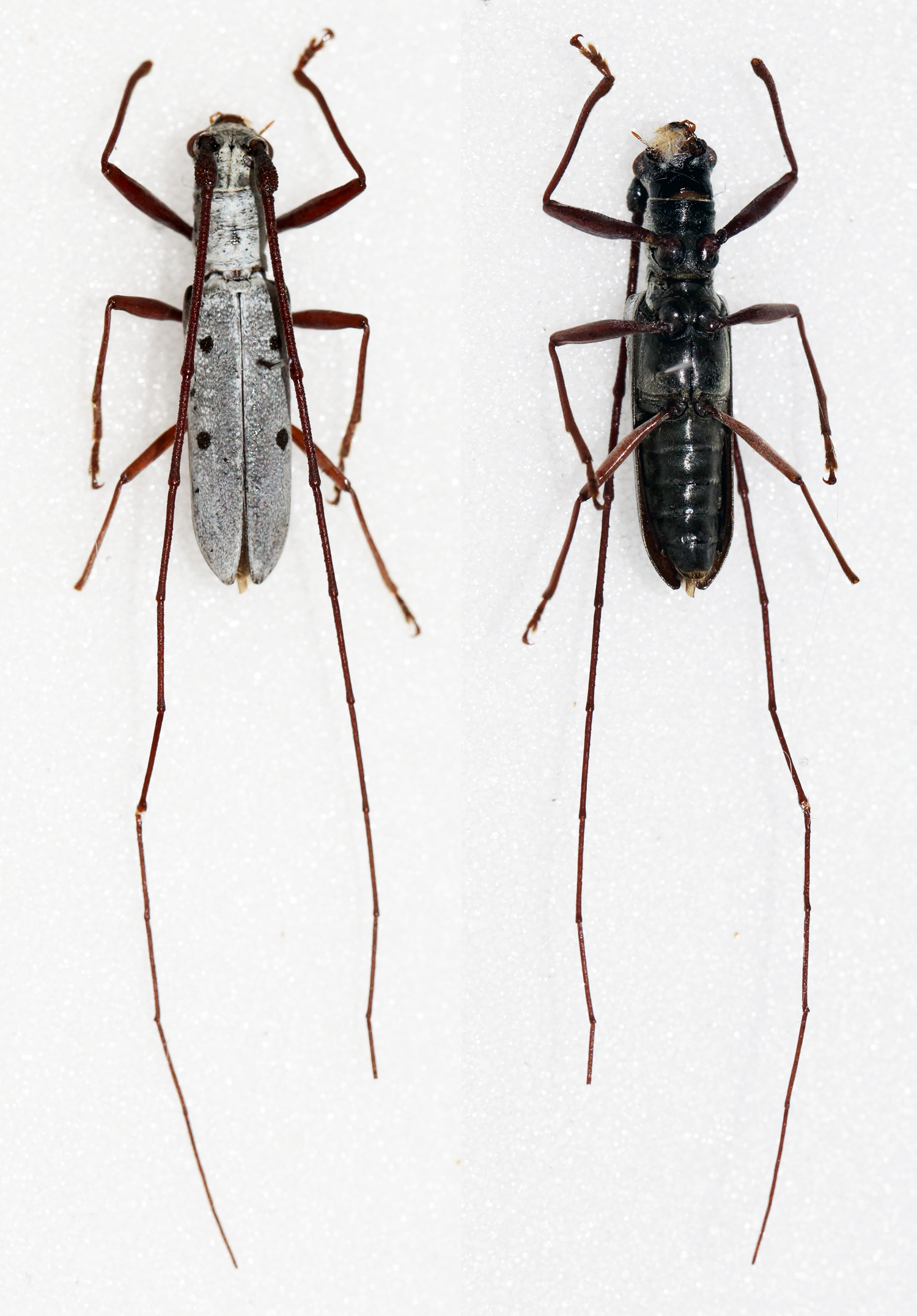
Olenecamptus clarus
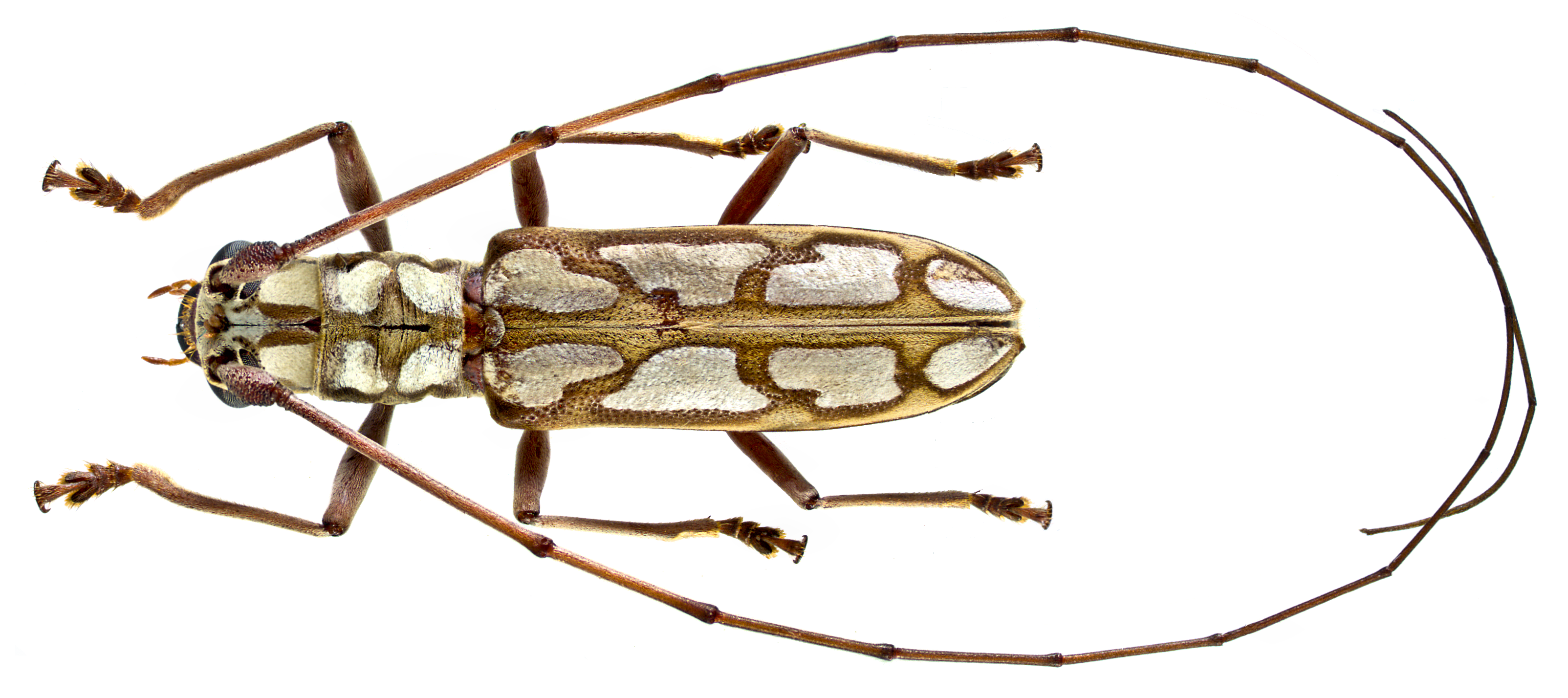
Olenecamptus quadriplagiatus
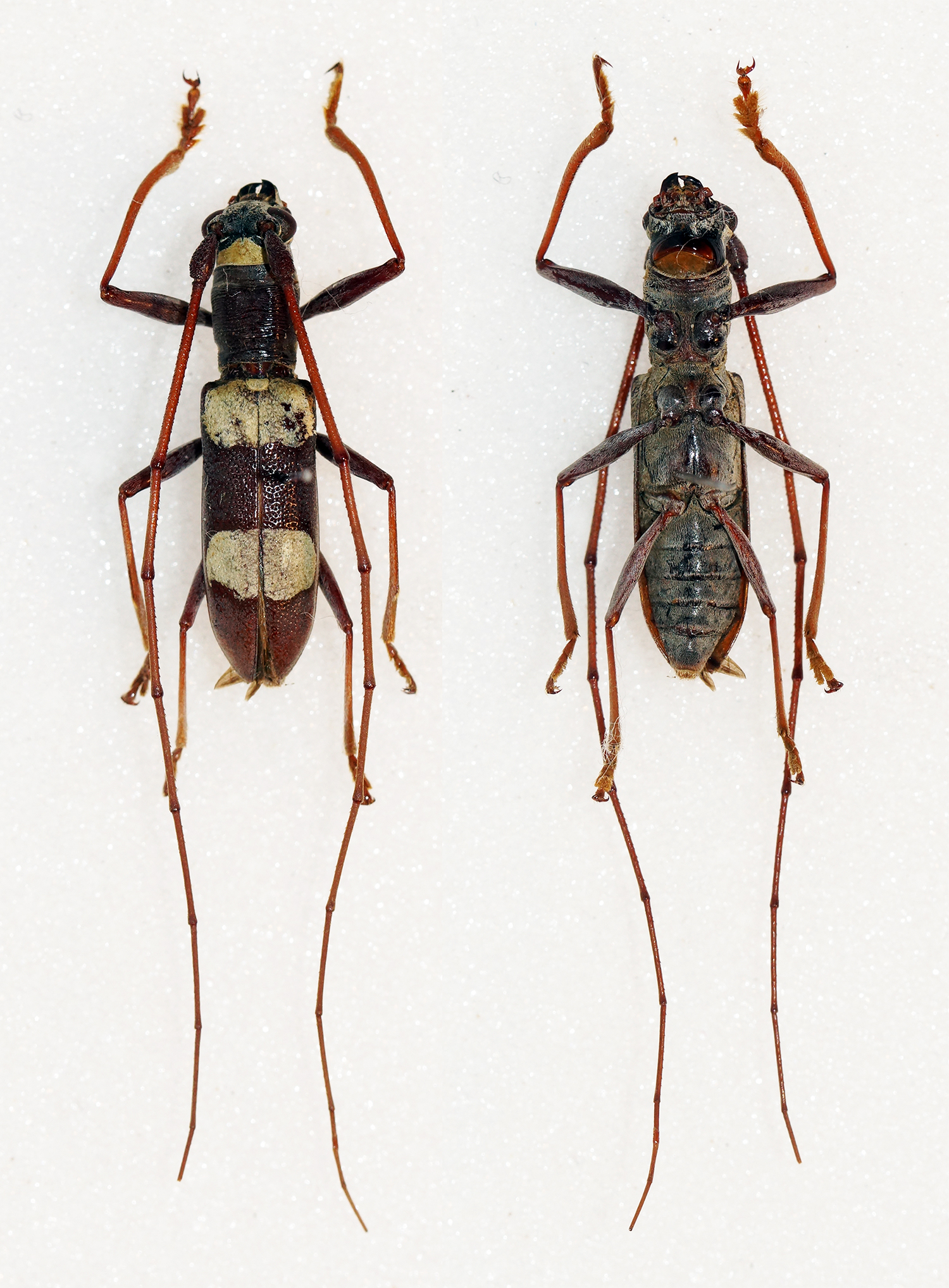
Olenecamptus triplagiatus
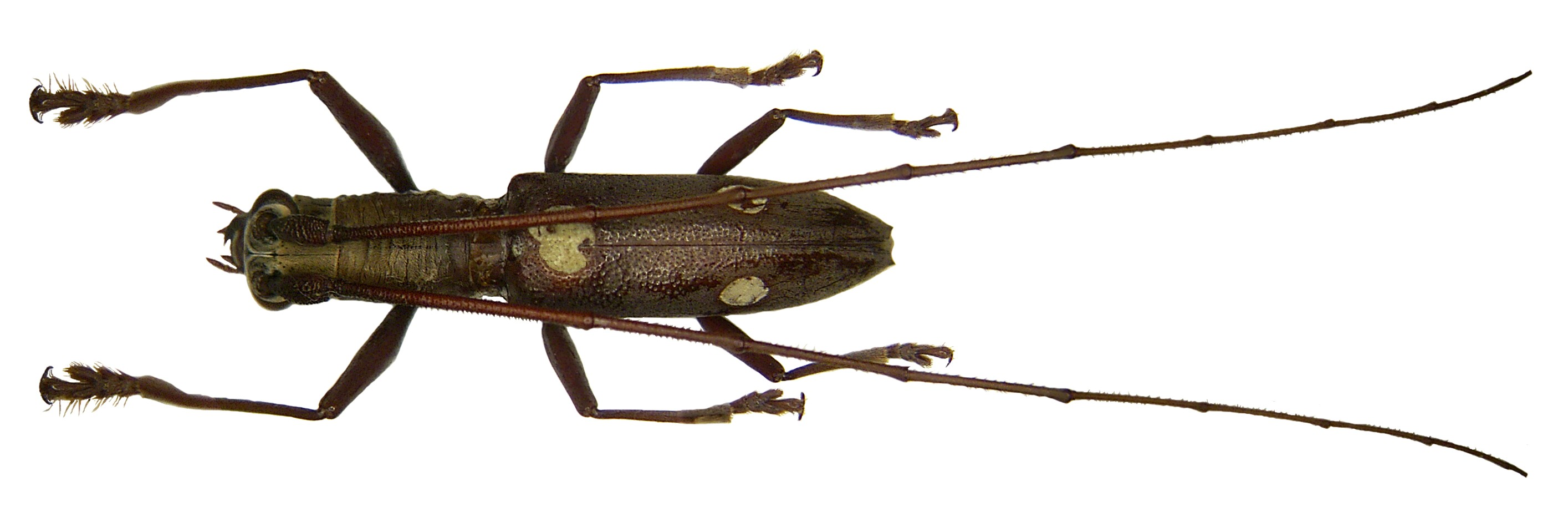
Oelenecamptus bilobus borneensis
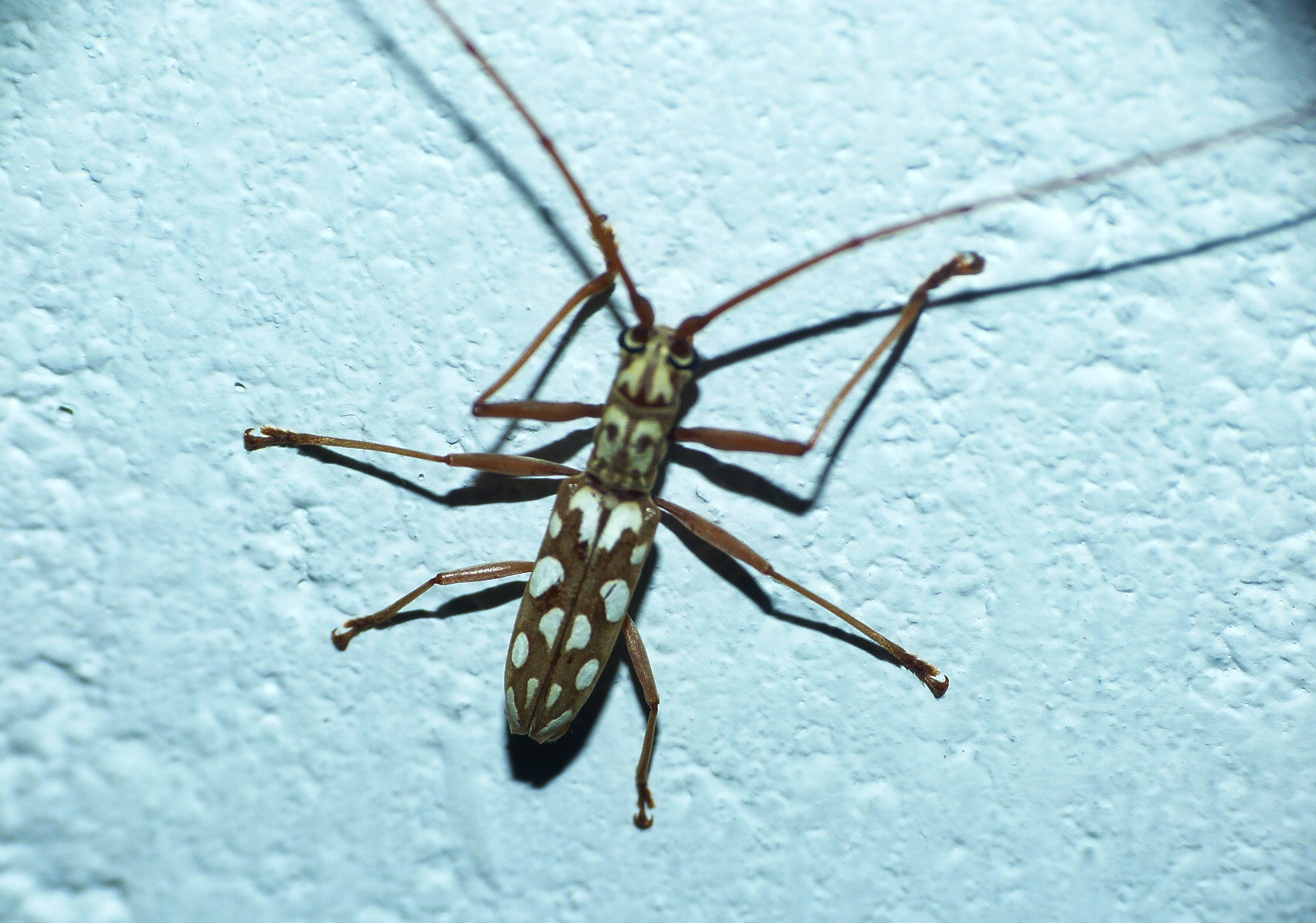
Olenecamptus signaticollis

## Especies
- Olenecamptus adlbaueri Bjørnstad & Minetti, 2010
- Olenecamptus affinis Breuning, 1936
- Olenecamptus albidus Jordan, 1894
- Olenecamptus albovittatus Breuning, 1936
- Olenecamptus anogeissi Gardner, 1930
- Olenecamptus australis Dillon & Dillon, 1948
- Olenecamptus baliensis Yokoi, 2022
- Olenecamptus basalis Gahan, 1900
- Olenecamptus beardsleyi Gressitt, 1956
- Olenecamptus bilobus (Fabricius, 1801)
- Olenecamptus bilobus artemis Dillon & Dillon, 1948
- Olenecamptus bilobus borneensis Pic, 1916
- Olenecamptus bilobus gressitti Dillon & Dillon, 1948
- Olenecamptus bilobus lacteoguttatus Fairmaire, 1881
- Olenecamptus bilobus laosus Dillon & Dillon, 1948
- Olenecamptus bilobus luzonensis Dillon & Dillon, 1948
- Olenecamptus bilobus mindanaensis Dillon & Dillon, 1948
- Olenecamptus bilobus niasus Dillon & Dillon, 1948
- Olenecamptus bilobus nipponensis Dillon & Dillon, 1948
- Olenecamptus bilobus pseudoserratus Dillon & Dillon, 1948
- Olenecamptus bilobus strucki Dillon & Dillon, 1948
- Olenecamptus bilobus ternatus Dillon & Dillon, 1948
- Olenecamptus bilobus tonkinus Dillon & Dillon, 1948
- Olenecamptus blairi Breuning, 1936
- Olenecamptus circulifer Heller, 1923
- Olenecamptus clarus Pascoe, 1859
- Olenecamptus compressipes Fairmaire, 1889
- Olenecamptus cretaceus Bates, 1873
- Olenecamptus cretaceus marginatus Schwarzer, 1925
- Olenecamptus detzneri Kriesche, 1926
- Olenecamptus diversemaculatus Breuning, 1938
- Olenecamptus dominus Thomson, 1861
- Olenecamptus duodilloni Gilmour, 1947
- Olenecamptus formosanus Pic, 1914
- Olenecamptus fukutomii Hasegawa, 2004
- Olenecamptus giraffa (Breuning, 1938)
- Olenecamptus griseipennis (Pic, 1932)
- Olenecamptus grisescens (Pic, 1939)
- Olenecamptus hebridarum Breuning, 1936
- Olenecamptus hofmanni Quedenfeldt, 1882
- Olenecamptus indianus (Thomson, 1857)
- Olenecamptus indicus (Breuning, 1936)
- Olenecamptus kenyensis Adlbauer, 2010
- Olenecamptus laosensis Breuning, 1956
- Olenecamptus lineaticeps Pic, 1916
- Olenecamptus lumawigi Breuning, 1980
- Olenecamptus macari Lameere, 1892
- Olenecamptus malayensis Dillon & Dillon, 1948
- Olenecamptus modestus Yokoi & Heffern, 2016
- Olenecamptus nigromaculatus Pic, 1915
- Olenecamptus niisatoi Yokoi, 2022
- Olenecamptus nubilus Jordan, 1904
- Olenecamptus octomaculatus Breuning, 1940
- Olenecamptus octopustulatus (Motschulsky, 1860)
- Olenecamptus olenus Gahan, 1904
- Olenecamptus optatus optatoides Dillon & Dillon, 1948
- Olenecamptus optatus Pascoe, 1866
- Olenecamptus palawanus Dillon & Dillon, 1948
- Olenecamptus parabilobus Lazarev & Murzin, 2021
- Olenecamptus patrizii Aurivillius, 1928
- Olenecamptus pedongensis Breuning, 1968
- Olenecamptus petini Yokoi & Heffern, 2016
- Olenecamptus porcellus Dillon & Dillon, 1948
- Olenecamptus pseudostrigosus Breuning, 1938
- Olenecamptus pseudostrigosus burmensis Dillon & Dillon, 1948
- Olenecamptus pseudostrigosus didius Dillon & Dillon, 1948
- Olenecamptus quadriplagiatus Dillon & Dillon, 1948
- Olenecamptus quietus Pascoe, 1866
- Olenecamptus rhodesianus Dillon & Dillon, 1948
- Olenecamptus riparius Danilevsky, 2011
- Olenecamptus rufus Breuning, 1947
- Olenecamptus sandacanus Heller, 1923
- Olenecamptus sarawakensis Breuning, 1936
- Olenecamptus senegalensis Breuning, 1936
- Olenecamptus serratus Chevrolat, 1835
- Olenecamptus sexplagiatus (Breuning, 1936)
- Olenecamptus shanensis Gilmour, 1952
- Olenecamptus siamensis Breuning, 1936
- Olenecamptus signaticollis Heller, 1926
- Olenecamptus similis Dillon & Dillon, 1948
- Olenecamptus somalius Dillon & Dillon, 1948
- Olenecamptus somereni Gilmour, 1948
- Olenecamptus strigosus Pascoe, 1866
- Olenecamptus subobliteratus Pic, 1923
- Olenecamptus superbus Pic, 1908
- Olenecamptus tagalus Heller, 1923
- Olenecamptus taiwanus Dillon & Dillon, 1948
- Olenecamptus tessellatus Distant, 1898
- Olenecamptus timorensis Franz, 1972
- Olenecamptus triplagiatus Jordan, 1894
- Olenecamptus vittaticollis Heller, 1923
- Olenecamptus zanzibaricus Dillon & Dillon, 1948